# NGC 245
NGC 245는 고래자리에 위치한 나선 은하이다. 1785년 10월 1일, 윌리엄 허셜에 의해 발견되었다.